# Brixham
Brixham is een havenstad en civil parish in het bestuurlijke gebied Torbay, in het Engelse graafschap Devon. In 2011 had Brixham 16.693 inwoners.
Brixham is bekend om zijn grote vissersvloot, een van de grootste in het Verenigd Koninkrijk. Oorspronkelijk bestond het uit twee delen die enkel door een drassige weg verbonden waren: fishtown, het vissersplaatsje bij de haven en cowtown, waar men leefde van het land. Dit zuidwestelijke deel rond het tegenwoordige St. Mary's Park lag hoger in het heuvelachtige gebied. Het stadje heeft nog altijd een langgerekte plattegrond.
In het Old Market House bij de haven is het visserijmuseum gevestigd. In de haven is een replica van de Golden Hind te bezichtigen, het schip waarmee Francis Drake, de latere viceadmiraal en bestrijder van de Spaanse Armada, van 1577 tot 1580 om de wereld zeilde.
In 1688 landde hier de oorlogsvloot van Willem III tijdens de Glorious Revolution. Hij kreeg er in 1889 een standbeeld, met een inscriptie deels in het Nederlands: "Engelands vrijheid door Oranje hersteld". Dichtbij herinnert ook een kleine obelisk aan deze landing.
Al sinds het begin van de 19e eeuw worden hier trawler-races gehouden, waarbij trawlers met Brixham-registratie sinds 1914 een koninklijke prijs kunnen winnen. In zijn tegenwoordige vorm als Brixham Heritage Sailing Regatta and Rally is het geen race meer, maar een behendigheidsvaart en een sociaal evenement met veelal historische vaartuigen.
Begin mei is er het jaarlijkse Brixham Pirate Festival, waarbij altijd een poging wordt gedaan om een record te verbreken om zo veel mogelijk mensen in piratenkostuum op 1 plek verzameld te krijgen.

## Civil parish
Brixham is de enige civil parish in het district Torbay; het overige gebied wordt rechtstreeks door het district bestuurd.

## Afbeeldingen

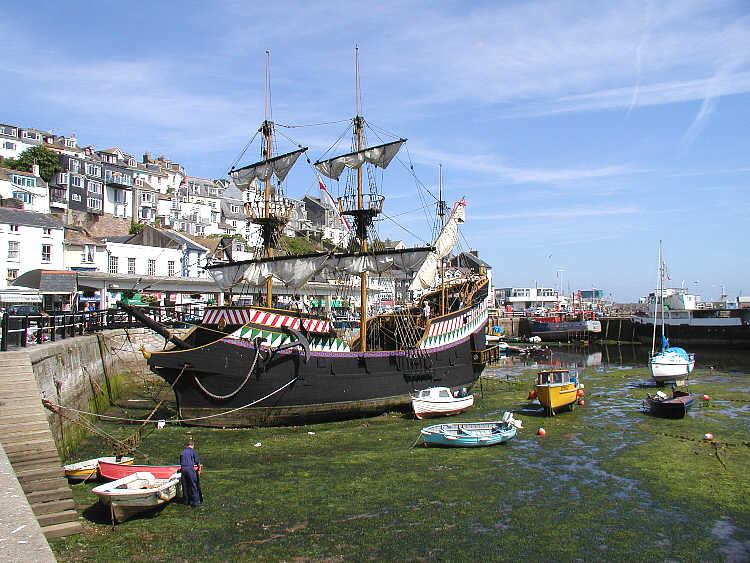
Replica van de Golden Hind
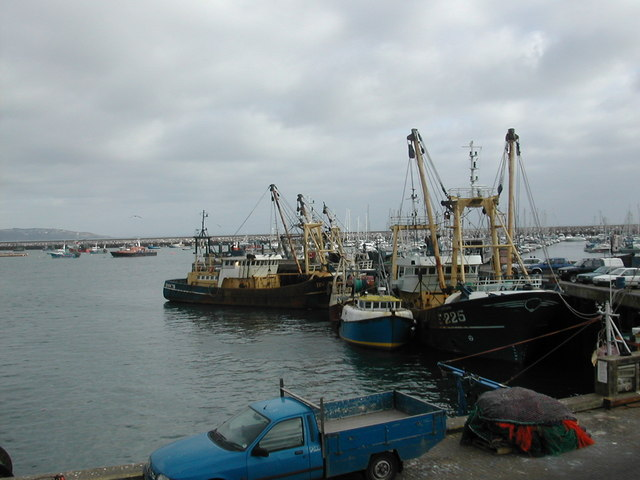
Voormalige Nederlandse boomkorkotters in de haven van Brixham
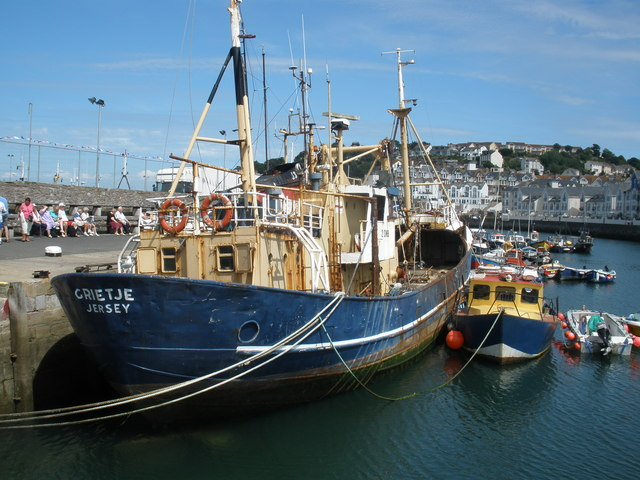
Britse vissers laten dikwijls de naam van het schip ongewijzigd om er geen ongeluk over af te roepen. De naam suggereert een herkomst uit Urk.

## Geboren
- Keith Johnstone (1933-2023), acteur, toneelregisseur en theaterdocent